# Theta Canis Majoris
Désignations
Theta Canis Majoris (θ CMa / θ Canis Majoris) est une étoile géante de la constellation du Grand Chien. Située près de son extrémité nord, elle forme le « museau » du chien. Elle est visible à l'œil nu avec une magnitude apparente de 4,08. L'étoile présente une parallaxe annuelle de 12,51 mas mesurée par le satellite Hipparcos, ce qui permet d'en déduire qu'elle est située à environ ∼ 260 a.l. (∼ 79,7 pc) de la Terre. Elle s'éloigne du Système solaire à une vitesse radiale de +96,2 km/s.
θ Canis Majoris est une géante rouge évoluée de type spectral K4III, âgée d'approximativement dix milliards d'années. Bien que sa masse ne vaille que 95 % celle du Soleil, son rayon est devenu 32 fois plus grand que le rayon solaire. Elle est 263 fois plus lumineuse que le Soleil et sa température de surface est de 4 145 K. L'étoile apparait avoir une métallicité, c'est-à-dire une abondance en éléments plus lourds que l'hélium, notablement inférieure à celle du Soleil, avec une abondance en fer qui n'est que de 30 %. Cette caractéristique, combinée à sa vitesse relative élevée, suggèrent qu'elle est membre d'une vieille population stellaire.